# Dominique Lämmli
Dominique Jacqueline Lämmli (* 21. März 1964 in Zofingen) ist eine Schweizer Hochschullehrerin für Kunst an der Zürcher Hochschule der Künste (ZHdK) sowie Objekt- und Installationskünstlerin, Grafikerin und Malerin.

## Ausbildung und Wirken
Dominique Lämmli studierte Pädagogik an der Höheren Pädagogischen Lehranstalt (HPL) in Zofingen sowie Kunst an der Universität Zürich. Sie wurde 2022 an der Humboldt-Universität zu Berlin mit der Arbeit Art in Action Research (AiAR) bei Boike Rehbein promoviert.
Als Gast-/Dozentin war Lämmli an der Academy of Theatre and Dance in Amsterdam, an der Weissensee Kunsthochschule Berlin, am Srishti Institute of Art, Design and Technology Bangalore, an der Chinesischen Hochschule der Künste in Hangzhou, an der Chinesischen Universität Hongkong, am LASALLE College of the Arts in Singapur und am Kensia Art College Jakarta tätig.
Am Institut für Zeitgenössische Kunst der ZHdK ist Lämmli als Professorin tätig. Sie lehrt dort seit 2006 im Masterstudiengang und im Propädeutikum. Sie ist Mitbegründerin und Direktorin des Forschungszentrums FOA-FLUX in Zürich.

## Auszeichnung
Lämmli wurde 1998 mit dem Manor Kunstpreis für Aarau ausgezeichnet.

## Schriften
Als (Co-)Autorin:
- Art in Action Research (AiAR), Dissertation. Humboldt-Universität zu Berlin, 2022. (doi:10.18452/24144).
- Art & Crisis. Ringier, Zürich 2018. ISBN 978-3-03764-525-3.
- In love with planets – thrown over the edge. Niggli, Sulgen  2010. ISBN 978-3-7212-0767-5.

Mitwirkend:
- Departement Kunst & Medien der Zürcher Hochschule der Künste (Hrsg.): Praktiken des Experimentierens. Zürich 2012. ISBN 978-3-85881-259-9.

## Belege
1. ↑  Lämmli, Dominique. In: Biografisches Lexikon der Schweizer Kunst. Band 2 L–Z. Zürich 1998. S. 606.

| Personendaten    | Personendaten                                                                                 |
| ---------------- | --------------------------------------------------------------------------------------------- |
| NAME             | Lämmli, Dominique                                                                             |
| ALTERNATIVNAMEN  | Lämmli, Dominique Jacqueline; Lämmli d’Aujourd’hui, Dominique Jacqueline (vollständiger Name) |
| KURZBESCHREIBUNG | Schweizer Hochschullehrerin und Künstlerin                                                    |
| GEBURTSDATUM     | 21. März 1964                                                                                 |
| GEBURTSORT       | Zofingen, Schweiz                                                                             |